# 4. juli-ulykken på Aarhus Havn
4. juli-ulykken på Aarhus Havn er en ulykke, der fandt sted i Aarhus Havn den 4. juli 1944, da en tysk lægter eksploderede, lastet med ammunition.
Eksplosionen forvoldte store skader i Aarhus By. 33 danske arbejdere blev dræbt ved eksplosionen. Der var også tyske tab ved ulykken. De officielle, tyske tabstal var 6 dræbte. Der gik rygter i den lokale befolkning om væsentligt større tyske tab, men nyere undersøgelser peger på, at de tyske tab vitterligt var 6 dræbte; fem soldater og en civilperson.
Under besættelsen benyttede de tyske tropper Aarhus Havn som udskibningssted for ammunition, der skulle sendes til Norge. Det farlige arbejde blev først og fremmest udført af danske havnearbejdere.
Arbejdet fandt sted ved den såkaldte 10-meterkaj. I umiddelbar nærhed af 10-meterkajen lå KFK, Korn- og Foderstof Kompagniets silo, og Mammen og Dreschers pakhuse.
Ammunitionsulykker i Oslo og Bergen havde gjort det tydeligt for enhver, hvor farligt arbejdet med ammunitionen var. KFK henvendte sig derfor til Aarhus Byråds Kontor, der varetog forhandlinger med tyskerne, for at få byen til at lægge pres på tyskerne om at flytte udskibningen til et sted, hvor det var forbundet med mindre fare. Desværre lykkedes det ikke at få flyttet udskibningen.
Ved ulykken blev KFK og Mammen og Dreschers pakhus ødelagt af en lægter, der blev løftet op af vandet og landede i pakhuset. Også i KFKs silo skete der omfattende skader på bygningen og de ansatte, hvoraf flere blev dræbt.
Ulykken er ofte blevet beskrevet i den lokalhistoriske litteratur fra Aarhus, og i 2004 foranstaltede redaktionen af Aarhus Kommunes hjemmeside en indsamling af vidneberetninger og nyt materiale i anledning af 60-året for ulykken. Siden giver den mest omfattende præsentation af kendt materiale om ulykken og dens baggrund. 